# Бабблер-капуцин
Бабблер-капуцин (лат. Turdoides atripennis) — вид воробьиных птиц из семейства кустарницевых (Leiothrichidae). До 2018 года выделялся в монотипический род бабблеров-капуцинов (Phyllanthus).

## Описание
Голова птицы от надбровий до шеи имеет белую окраску с чёрными крапинками. Верхняя часть головы и всё тело окрашены в тёмные тона коричневого цвета. Крылья и хвост почти чёрные.

## Распространение
Бабблера-капуцина можно встретить в Бенине, Гамбии, Гане, Гвинее, Гвинее-Бисау, Камеруне, Демократической республике Конго, Кот д'Ивуаре, Либерии, Мали, Нигерии, Сенегале, Сьерра-Леоне, Того, Уганде и Центральноафриканской республике.
Природная среда обитания птицы — субтропические и тропические влажные низменные леса.